# KWord
KWord (произносится «кей-во́рд») — свободный текстовый процессор, являющийся частью проектов KOffice и KDE.
Представление информации в KWord основано на так называемой технологии использования фре́ймов, что делает его похожим на Adobe FrameMaker. Размещение фреймов возможно в любом месте страницы; они могут включать в себя текст, графику и внедрённые объекты. Ключевая особенность KWord состоит в том, что каждая страница является фреймом. Эта технология позволяет относительно легко строить сложные графические макеты.

## История
KWord был создан в 1998 году как часть проекта KOffice. В нём использовались технологии Adobe FrameMaker, например, уже описанная выше технология использования фреймов.
По состоянию на 2000 год исходный код программы находился в очень плохом состоянии и был структурирован таким образом, что любые попытки его улучшения заканчивались неудачей. Но уже в 2001 году команда разработчиков приложения пополнилась новыми программистами, которые значительно улучшили архитектуру исходного кода.

## Особенности
Большинство настольных издательских приложений используют не только технологию фреймов KWord, но и концепцию мастер-страницы, которая даёт возможность пользователю самому создавать структуру документа. Однако ввиду неудобства этой технологии большинство пользователей прекращают работу с KWord.